# Köping FF
Köping FF är en fotbollsförening i Köping som bedriver fotbollsverksamhet, främst för pojkar. Klubben grundades 1990.
Föreningen bildades år 1990 efter en sammanslagning mellan Forsby FF och Köpings IS.
Köping FF ingår i Västmanlands Fotbollförbund. 